# Jason Lowe
Jason John Lowe (ur. 2 września 1991 roku) – angielski piłkarz grający na pozycji pomocnika lub prawego obrońcy. Obecnie jest zawodnikiem Blackburn Rovers. 

## Kariera klubowa
W wieku 12 lat dołączył do akademii Blackburn Rovers. W 2009 roku podpisał swój pierwszy profesjonalny kontrakt. 8 stycznia 2011 roku zadebiutował w pierwszej drużynie w meczu FA Cup z QPR. Tydzień później zadebiutował w Premier League, gdy wszedł w 24 minucie za kontuzjowanego Davida Dunna, w przegranym 2-0 meczu z Chelsea. 
24 marca 2011 roku został wypożyczony do Oldham Athletic do końca sezonu. W Oldham zadebiutował 28 marca 2011 roku z Tranmere Rovers. Swojego pierwszego gola trafił 3 kwietnia 2011 z Notts County. 25 kwietnia 2011 roku jego gol w końcówce meczu dał remis z Walsall. Wypożyczenie zakończył z siedmioma spotkaniami i dwoma golami na koncie.
Po powrocie z wypożyczenia wystąpił w meczu Pucharu Ligi z Sheffield Wednesday. 17 września 2011 roku po raz pierwszy wystąpił od pierwszych minut w Premier League, na wyjeździe z Arsenalem. 27 października 2011 roku podpisał pięcioletni kontrakt z Blackburn. W sezonie 2011/12 spadł z klubem z ligi.

## Kariera reprezentacyjna
9 lutego 2011 roku zadebiutował w reprezentacji Anglii U-20 przeciwko Francji. Na Mistrzostwach Świata U-20 w Kolumbii w 2011 roku był kapitanem, a jego drużyna odpadła w 1/8 finału.
10 października 2011 roku zadebiutował w reprezentacji Anglii U-21, w zremisowanym 1-1 spotkaniu z Norwegią w eliminacjach do Mistrzostw Europy U-21.